# Arguello
Bagnasco là một đô thị tại tỉnh Cuneo trong vùng Piedmont của Italia, vị trí cách khoảng 90 km về phía đông nam của Torino và khoảng 40 km về phía đông của Cuneo. Tại thời điểm ngày 31 tháng 12 năm 2004, đô thị này có dân số 1.043 người và diện tích là 31,1 km².
Bagnasco giáp các đô thị: Battifollo, Calizzano, Lisio, Massimino, Nucetto, Perlo, Priolavà Viola.